# 多布施川
多布施川（たふせがわ）は、嘉瀬川（川上川）から佐賀県佐賀市大和町尼寺で分岐し佐賀市中心部に流れる川。
流路延長は9.5km。両岸に遊歩道や桜並木などの河畔公園が整備されている。
江戸初期、成富兵庫茂安が石井樋（いしいび）を築いて嘉瀬川本流からの水量を調整、佐賀城の濠までを繋ぎ、城下の飲料水や近郊水田地帯の灌漑用水を確保するとともに佐賀平野の水害防止を図った。かつては川上（大和町川上の都渡城）と佐賀城下を結ぶ水運路として人や物資を運んだ。地下水を水源とする上水道の開設により大正から昭和前半までの一時期は飲料水源ではなくなったが、現在は再び佐賀市の上水道の水源となっている。

## 歴史

### 石井樋築造以前
多布施川は完全な人工河川ではなく、茂安の石井樋築造以前からもともとあった川を改修したものと考えられている。鎌倉時代の文書に「北村から多布施に通ずる分水」の記述があり、また佐賀藩の資料にも「元亀二年（1571年）北村の井関普請云々」の記述がある。
石井樋築造以前から灌漑用水や舟運に利用されていたが、洪水で井堰が壊れるなどの理由で用水確保が困難であったと考えられる。そもそも、分派元の嘉瀬川は佐賀平野の代表的河川であって脊振山地の出口で扇状地を形成しているように、洪水のたびに流路を変え、佐賀平野に幾筋もの旧河道を残したとされる。現在の佐賀市中心部には、多布施川に沿い南北に細長い自然堤防、その端に繋がって佐賀城跡を中心に東西に長い微高地が分布するが、『佐賀平野の水と土』によれば、嘉瀬川の堆積させた土砂と、有明海の大きな潮汐で旧海岸沿いに堆積する泥とが重なった結果であるという。
多布施川本流は、石井樋から市内を南下、市街地に入り長崎本線の鉄橋付近で天祐寺川を分流、十間堀川（佐賀城外曲輪）を超えて護国神社前を通り、北御門付近で佐賀城内に入る。佐賀城を囲む濠は川の下を潜り交差する。城内では各屋敷地に配水できるよう何度も曲がり、一部北に流れる区間を挟み、東濠を超え、武家地の水ヶ江を経て、市街地南東部で八田江に合流する。
なお、川の名前の由来となっている多布施は佐賀城下のかつての町人町で天祐寺川が分岐する辺りにあり、現在は佐賀市多布施1 - 3丁目として名が残っている。

### 石井樋築造と河道整備

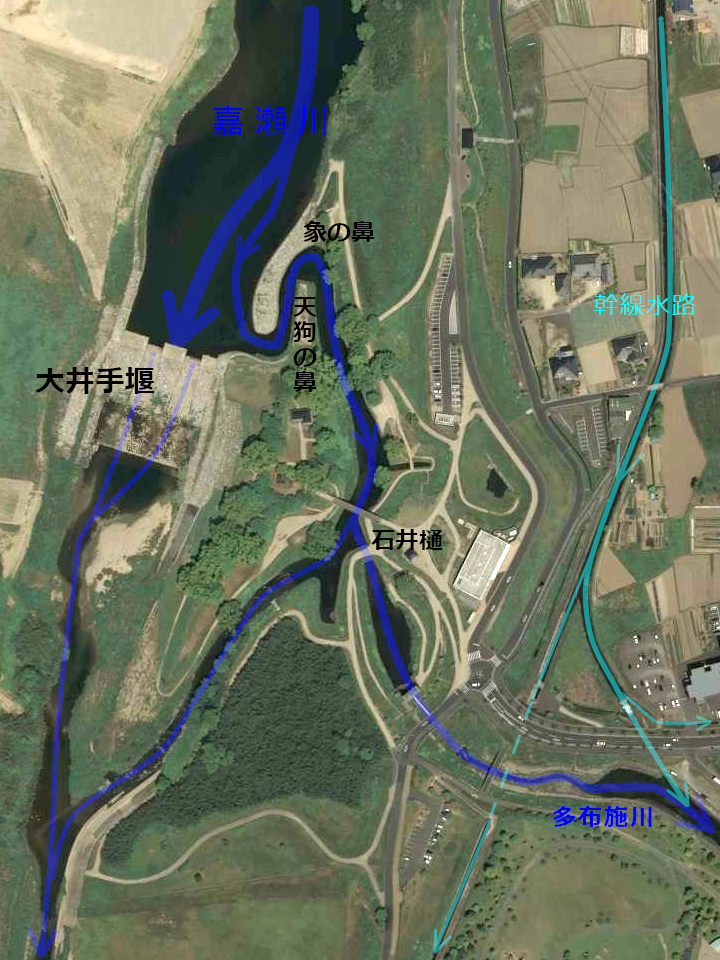
石井樋の空中写真と説明（国土地理院の空中写真に加筆）

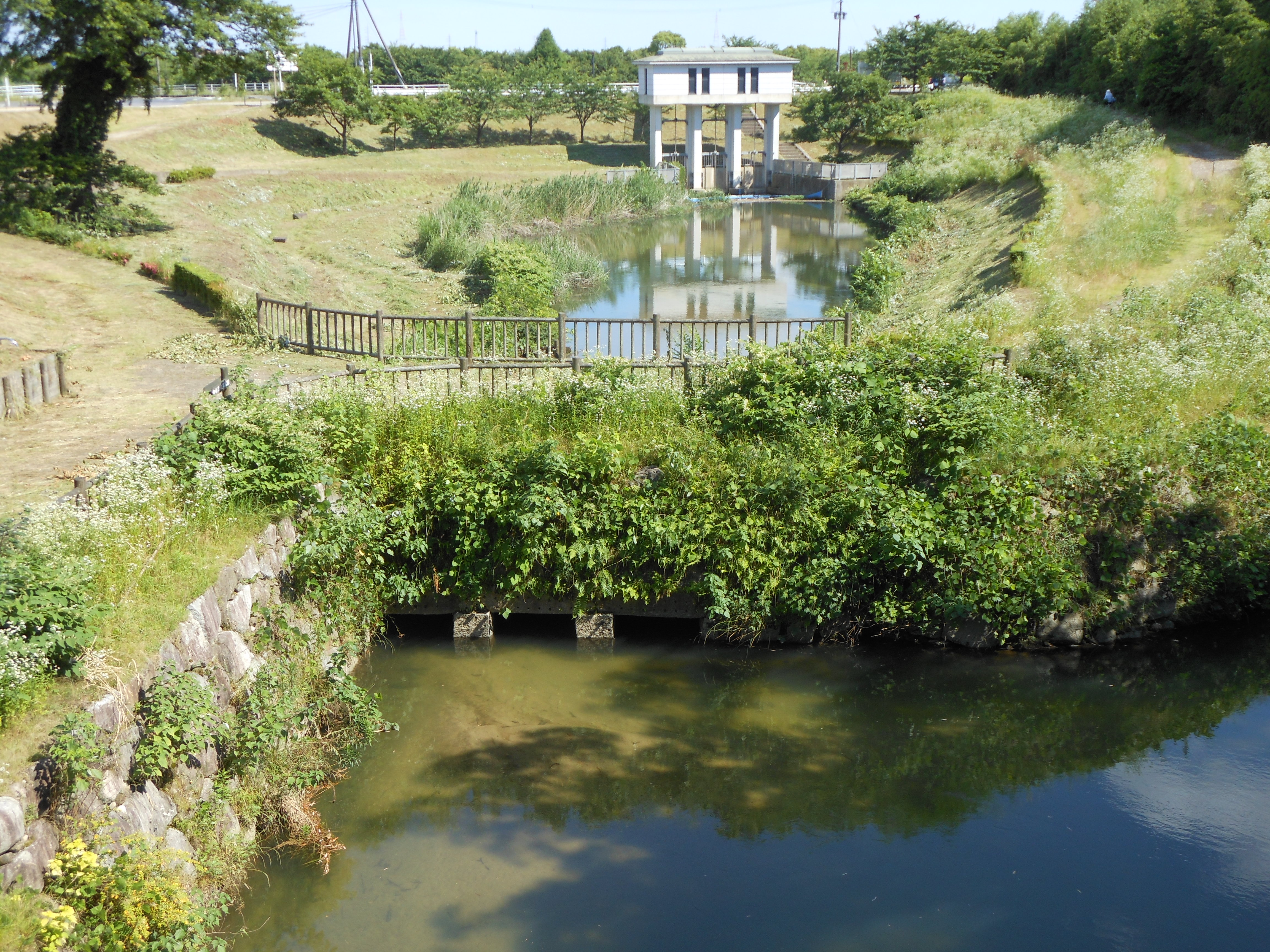
石井樋（地図1）

石井樋の築造工事は、『疎導要書』によると、佐賀城建設・城下町割りの後、元和年間（1615-1624年）と寛永年間（1624-1644年）を跨ぐいずれかの12年間（年は特定されていない）にかけて行われた。工事には農民らが動員されたが、農繁期を避ける配慮があったという
。
なお、「石井樋」は本来、石造の樋門の本体だけを指すが、嘉瀬川・多布施川の当該施設に関しては、施設全体も「石井樋」と総称するのが慣例となっている。

#### 石井樋の仕組み
石井樋は、用水を取り入れる役割、しかも上流が花崗岩質のため川砂の多い水から、土砂を沈殿させて澄んだ上水のみを取り入れる必要があった。一方、渇水の時にも城下へ一定量の水を確保する必要があった。さらに城下町の洪水を防ぐ役割を持ちつつ、洪水でも施設自体が破損しにくく長持ちする工夫がなされている。これらは、江戸初期の日本としては最先端の技術により実現されている。なお、その事績は、佐賀藩士南部長恒が200年を経て茂安の諸事業を調査しまとめた水利誌『疎導要書』（1834年（天保5年）著）や、平成の復元工事に際しての発掘調査などにより明らかになったものである。
脊振山地の出口から流れ下ってきた嘉瀬川（川上川）の水は、まず施設の手前で、広くなった河道や左岸の「荒籠」で流れを緩め、土砂を沈殿させる。次いで「象の鼻」により川幅が一旦狭まり、水は川を横断する堰「大井手堰」に一部堰き止められる。左岸にはバイパスのような形の水路があって、堰き止められた水がここに流れ込む。入り組んだ形の「象の鼻」「天狗の鼻」の間をゆっくりと蛇行しながらさらに土砂を振り落とされ、「石井樋」の樋門をくぐって多布施川へと流れる。余水は次の「二の井手堰」により農業用水路の「岸川作水」にさらに分岐、その余水は嘉瀬川本流へと戻る。
- 荒籠（あらこ） - 堰の上流左岸に設けられた石積みの水制。水流を弱めて砂を沈め、また洪水の勢いを弱める役割をもつ。「兵庫荒籠」「遷宮荒籠」の名が付けられている。『疎導要書』に記されているだけで現存しなかったが、発掘調査で存在が確認された[16][17]。
- 大井手堰 - 嘉瀬川（川上川）川を横断する堰の本体。当初は乱杭を打ち土俵で水を溜める構造（洪水時には壊して放流する）だったが、18世紀半ばに石積みの堰に戸立（仕切り板）を立てる構造（洪水時には仕切り板を外す）となった。長さ約90m、幅約15m、高さ約1.4m。1953年（昭和28年）にコンクリート造に改修されたが、1963年（昭和38年）の台風による洪水で破損し、平成の復元工事までの間は機能を損なったままとなっていた[16][17][18]。
- 象の鼻 - 堰の上流左岸に設けられた石積みの水制。岸から中央に向かって弧長70m余、細長く"象の鼻"のように突き出る。強い水流に晒されるため補修が繰り返されてきた。付け根に野越しがあり、洪水の際は野越しを溢れた水が石井樋本体に向かう水とぶつかって勢いを弱める仕組み[16][17]。
- 天狗の鼻 - 堰の上流左岸に設けられた石積みの水制。象の鼻のすぐ下流、中の島から象の鼻の内側に向かって長さ30m余細長く突き出る[16][17]。
- 石井樋（本体） - 多布施川に水を送るための、石造の樋門。底は石積み、側面と天井は板石。水平方向の奥行き10.3m、幅約1.5m、高さ約1.0m。石閘（水門）3つ1組みであり、俗には「三丁井樋」と呼ばれる。真ん中の石閘の天井石には、寛文10年（1670年）修復を行ったことを示す銘が刻まれている[16][17]。
- 二の井手堰 - 農業用水路の「岸川作水」に水を送るための樋門。岸川作水は現存せず、現在は樋門として使用していない[16][17]。
- 中の島 - 本流と水路に挟まれた中洲。番宅が設けられ、取り締まる藩士と井樋番が配置されていた[19]。
- 堤防の野越し・尼寺林 - 堰の上流にあり、洪水の際に機能する。堤防本堤の所々に低い部分（野越し）を設けて洪水を放流させる。本堤の外側には副堤があり、間には「尼寺林」と呼ばれる5ヘクタール(ha)に及ぶ竹林を作った。第2の高水敷と水防林を兼ねており、ここを通過する洪水流は砂礫をふるい落とされ、副堤の外に平行して流れる小川を通じて下流に排出される。周辺の田畑は泥水を被ることもあったが、水が引いた後は泥が客土となる有益な面もあった。現在ほとんどが畑になり、竹林は河畔に一部が残っている[16][20]。

## 水利用と風景の変化

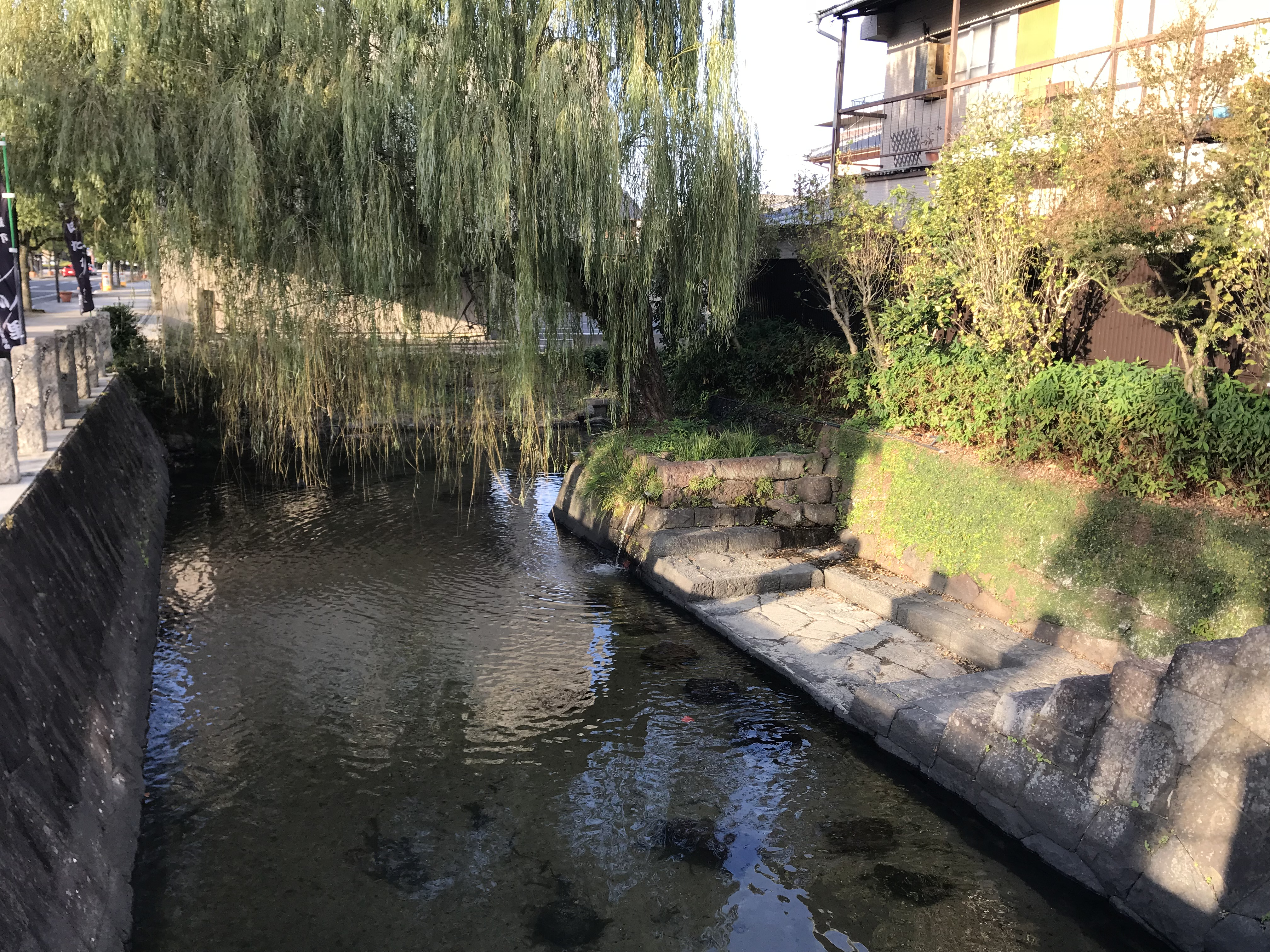
城内を流れる多布施川（地図9付近）

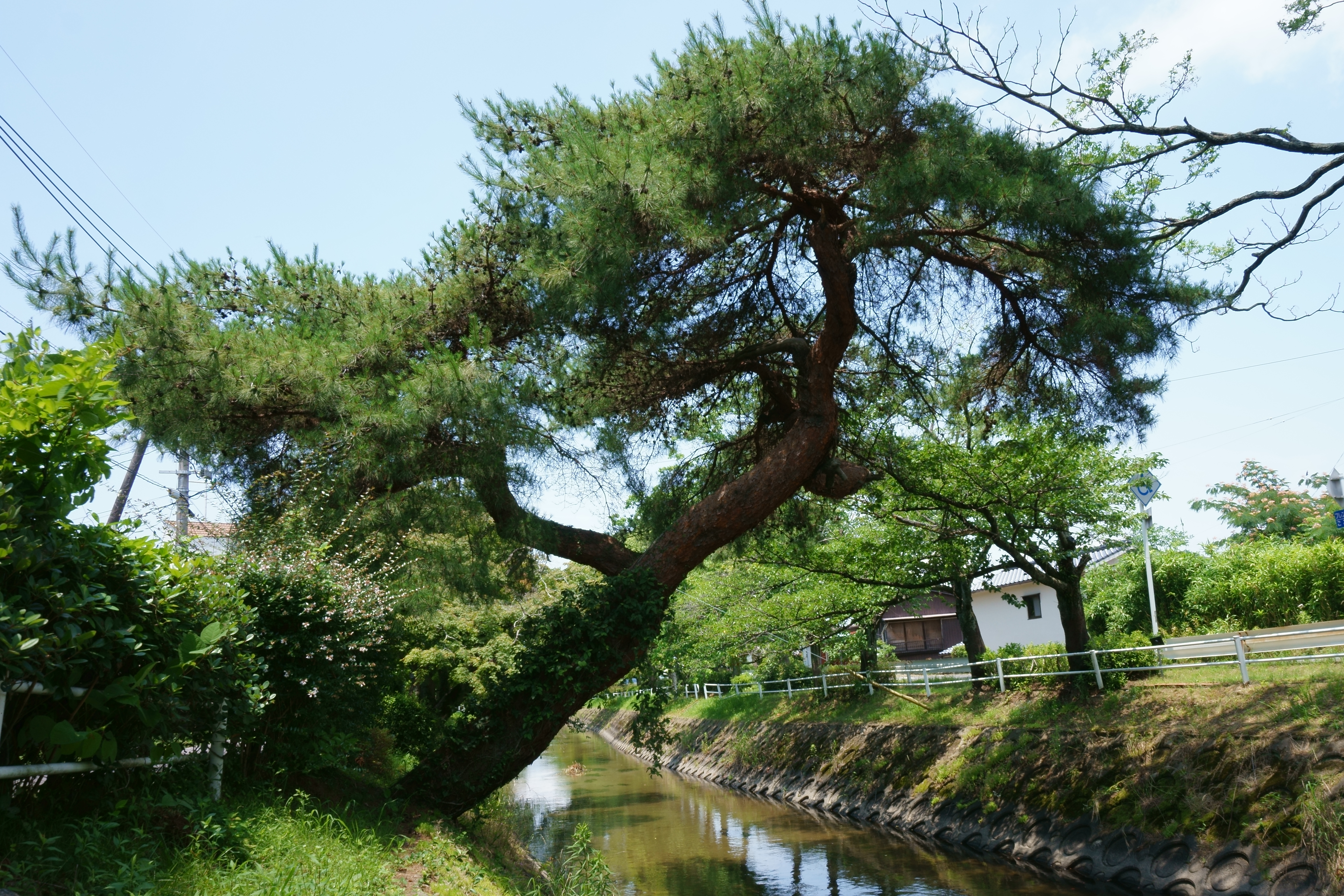
僅かに残る街道松「アカマツ」、新青木橋上流（地図6）

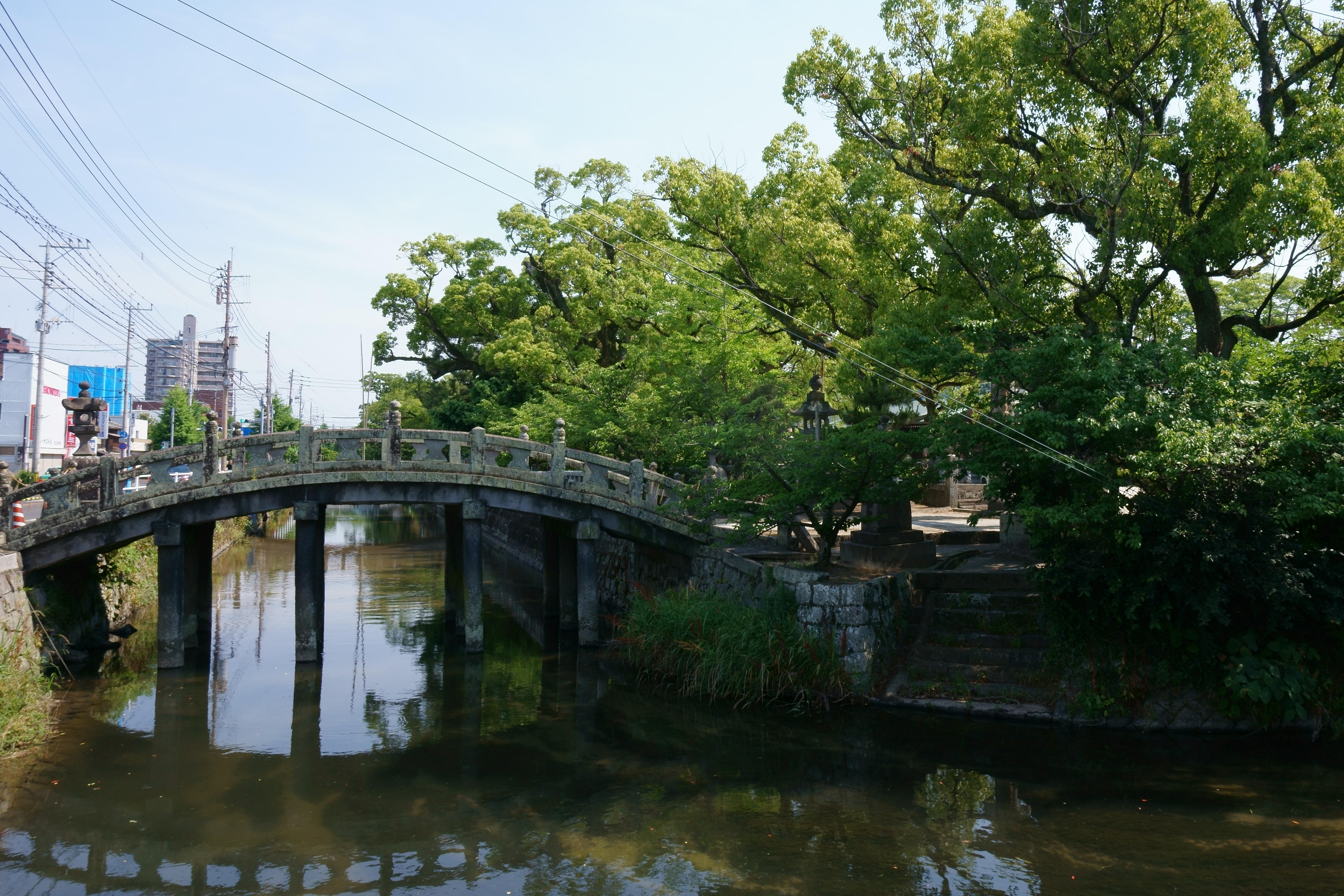
護国神社の角、多布施川と神社のクスノキ、太鼓橋（地図8の北）

### 江戸-明治期の生活利用と維持管理
江戸時代、多布施川の水利用で最優先されたのは佐賀城内及び佐賀城下町の生活用水の確保である。石井樋では番宅に常住する藩士と井樋番の管理下で、地元住民から集められた7人の抱男（人足役）が井手の開閉を行った。嘉瀬川には農村の水路につながる井樋が14か所あったが、藩の取り決めにより多布施川（石井樋）が優先され、干ばつの時には全て取水するときもあったという。明治に入ると水利組合の管理や郡・町村の協議に委ねられ、石井樋でも「大井樋普通水利組合」が設立された。しかし、流域では下流になるほど取水条件が厳しく水争いもあったため、多くの樋門などに番人を雇って配置したほか、堀を拡張して貯水量を増やしたり、用水路の浚渫を徹底していた。
また、飲み水にも利用する川を清潔に保ち、年々川砂が堆積して川底が浅くなり溢れやすくなるのを防ぐため、毎年、水量が少なくなる春の2月から3月にかけて、「川干（かわひ）」と呼ばれる川浚え（砂利、土砂を取り除く作業）を行った。作業は奉行所の指揮のもと、石井樋を堰き止め（これを「干落ち（ひおち）」と呼んだ）、一度では完了しないため二、三回に分け、各数日間をかけて行った。川から水を引く水路末端の村々では、人足の代わりに人夫賃を納めることもあった。採った砂は道路の補修に用いたり、各家庭で利用したりしていた。川干は太平洋戦争前まで、さらに遅くとも昭和30年頃までは行われており、当時の川沿いの春の風物詩だったという。
川から引く水路の管理についても、藩政時代、水路を埋めて狭めたり、新しく分岐させることを制限していた。また、水質悪化を防ぐため、1886年 (明治19年）に当時の佐賀市は条例を定め、川や水路への塵芥投棄や遊泳を禁じ、また朝の汲み水を清浄に保つため毎日午前10時までは洗浄（洗い物）を禁じて、違反者は科料により罰せられた。
1917年（大正6年）、佐賀市では地下水を水源とする上水道が開設され、飲み水としての役割は次第に縮小していく。

### 戦前までの景観
ところで、多布施川はかつて水運に利用されており、嘉瀬川の川上（現佐賀市大和町都渡城）から佐賀城下まで川舟が行き交っていた。佐賀城天守の石垣築造の際（江戸初期）には「大石百万荷、小石三十万荷」を川上から舟で運んだとの記録がある（『勝茂公譜考補』）。
また堤防の内側、川床から続く砂地の川岸には松の大木が生い茂り、松並木は石井樋から青木橋（多布施）まで続いていた。肥後の国学者中島弘足の「佐嘉日記」には1854年（嘉永7年）、川上から多布施まで船で下ったこと、川岸に松の生い茂っていたことが記されている。その少し前の1846年（弘化3年）、鍋島直正が別荘として神野の御茶屋を建て、川から引いた水を庭園に用いた。この地は後の1923年（大正12年）に鍋島家が市に寄付し、神野公園となる。その際、地元青年団を中心とする市民により堤防沿いに桜や楓などが植えられた。行楽地となった神野公園沿いを経由し、城中あるいは護国神社から川上の間を、昭和初期までは屋形船が運行していた。一方、アユやハヤなどの川魚釣りやカニ採り、ホタルの鑑賞もでき、特に春の川干の時期は子供達が少なくなった水の淀みに潜む魚を捕る光景が見られたほか、昭和30年頃までは栴檀橋の上流に近隣の神野小学校や中学校の水泳場が設けられていた。

### 近現代：水道水源と河畔公園

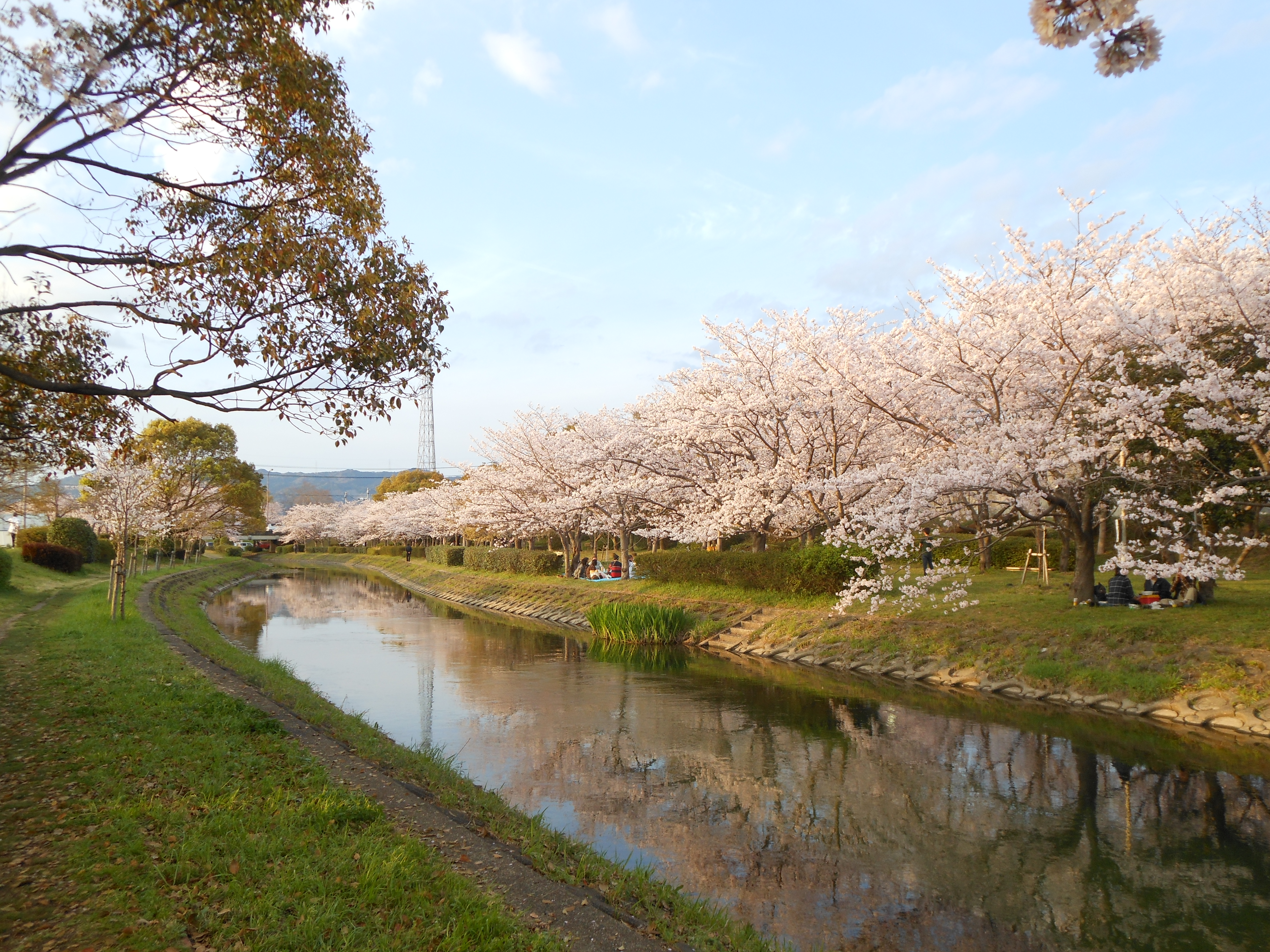
見頃の桜並木（地図2付近）

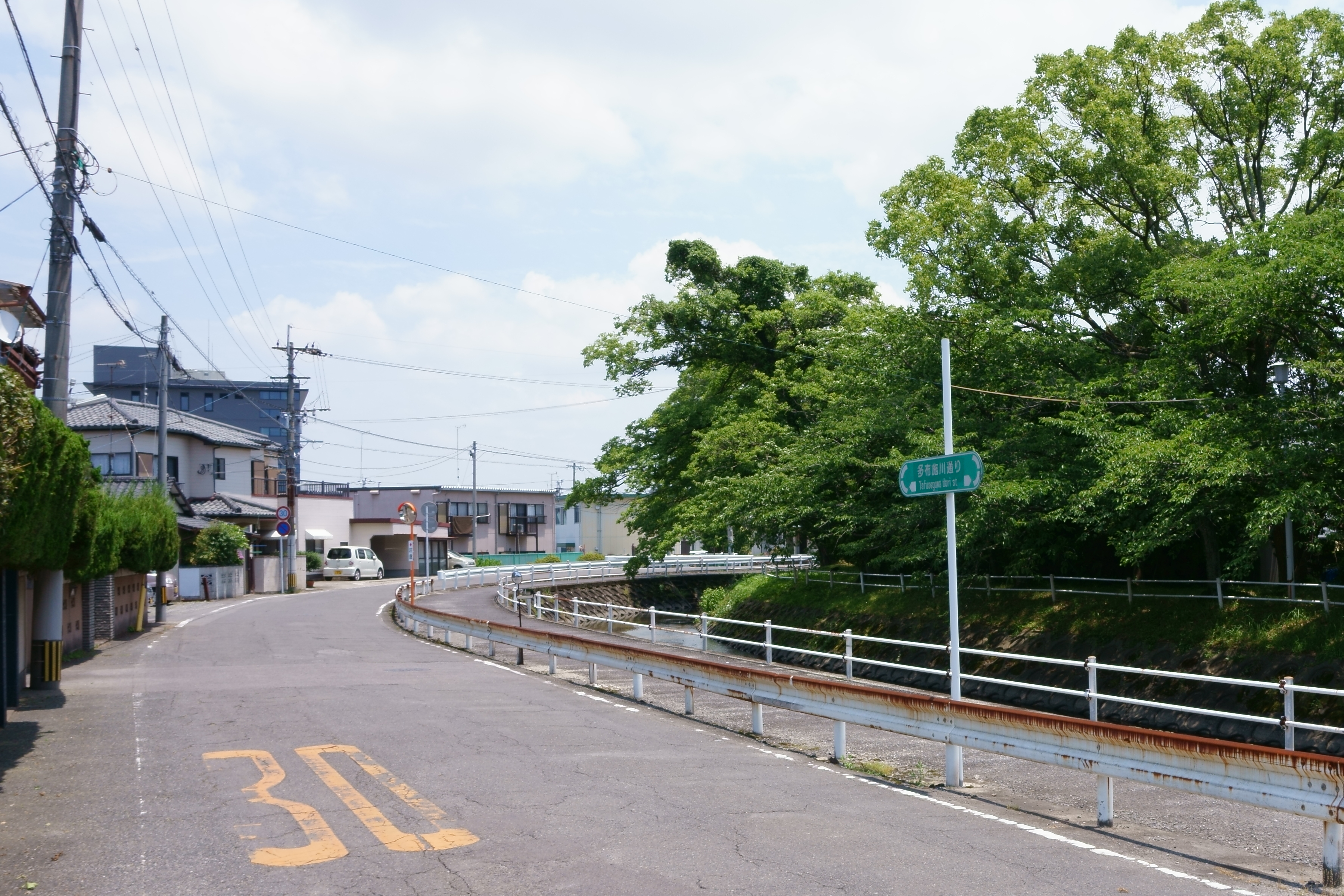
佐賀市多布施1丁目の「多布施川通り」（地図7の北）

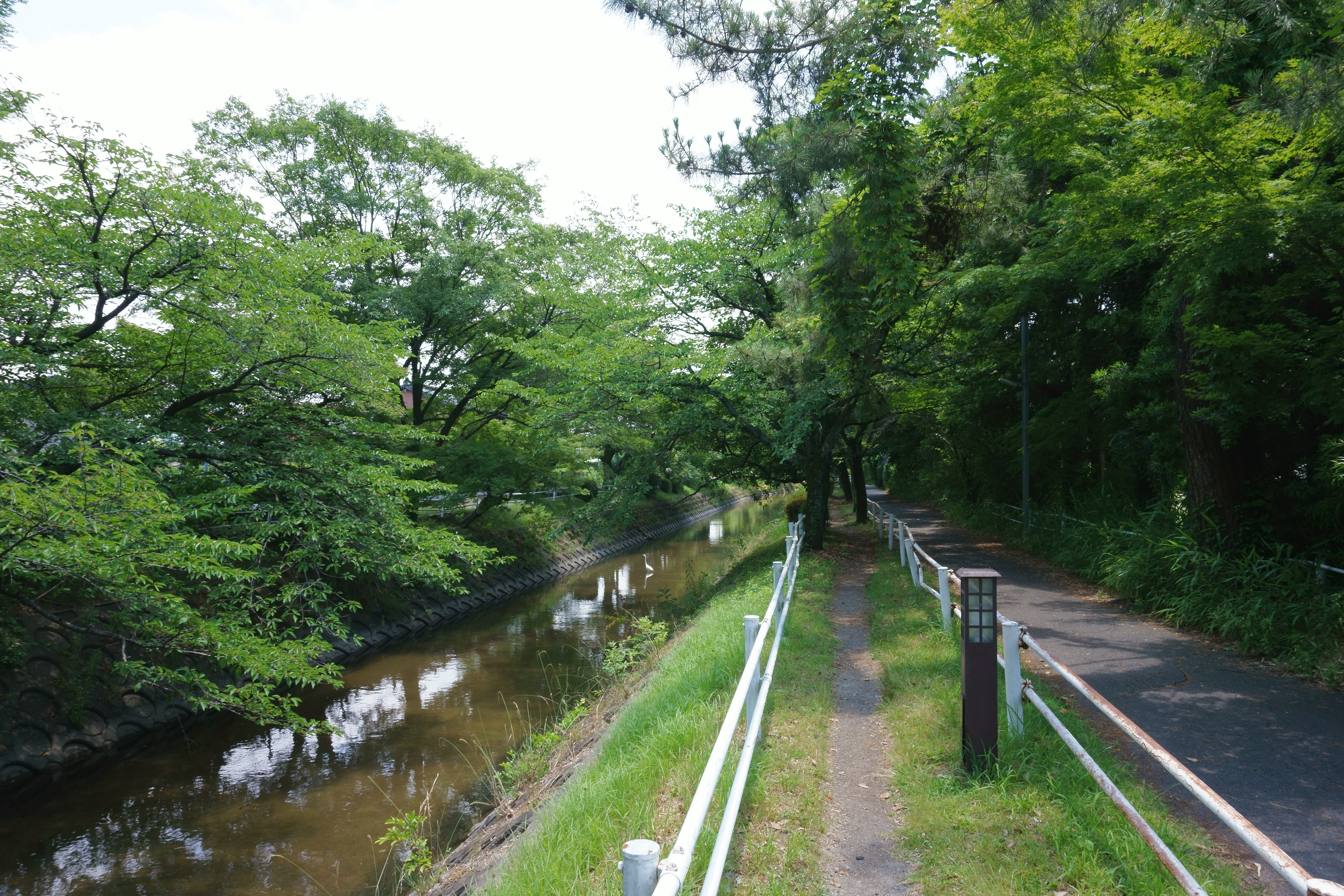
川沿いの遊歩道（緑小路）（地図5から6の間）

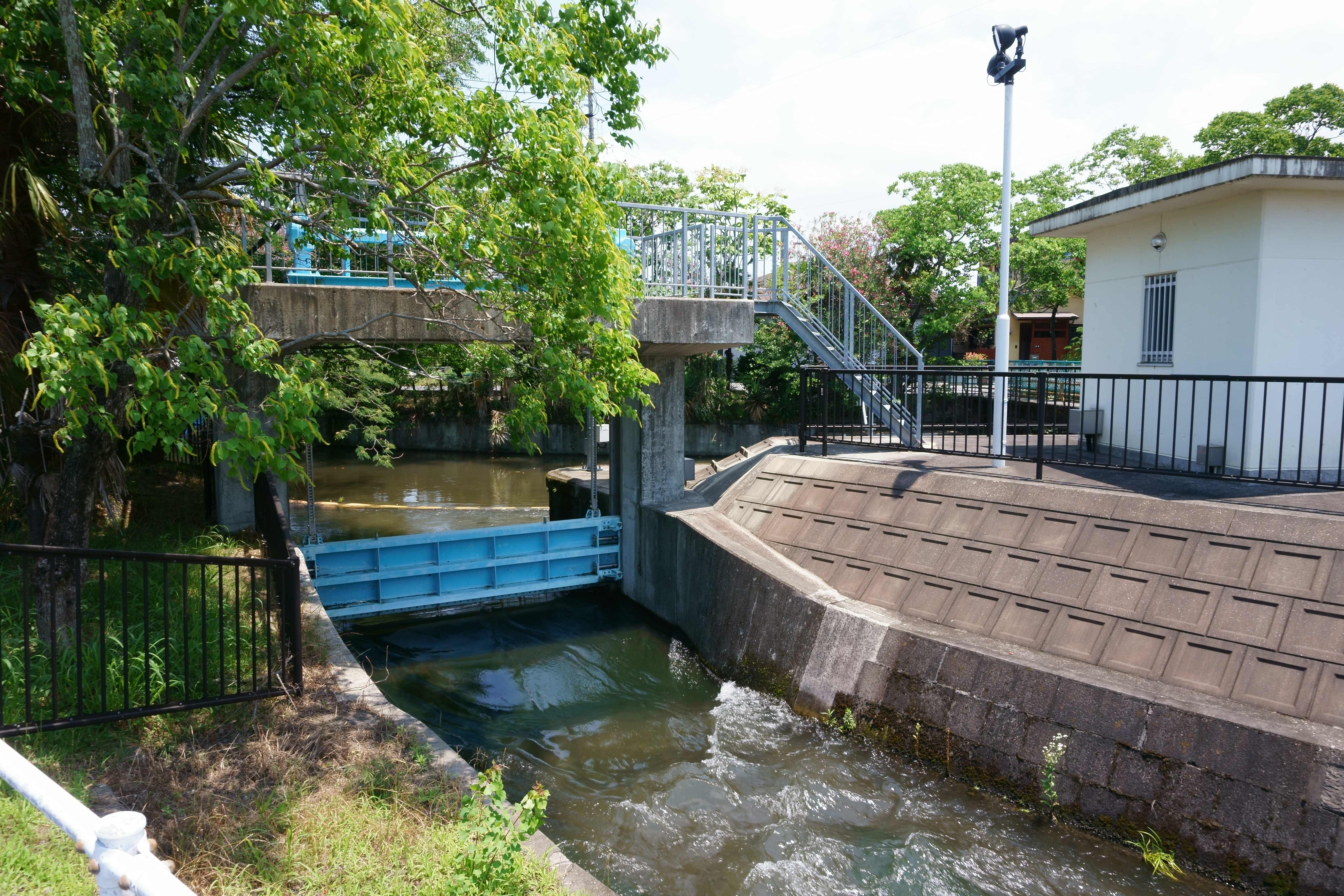
天祐寺川を分派する大井手分水工（地図4）

かつては白砂青松と謳われることもあった風景だが、昭和30年頃から松にいわゆる松くい虫が蔓延、台風の被害も重なって、多くが枯死してしまった。現在に至っては、多布施の旅館「松月」そばの松などごく少数が残るのみである。
また1960年（昭和35年）嘉瀬川上流に川上頭首工が完成すると石井樋に代わってこちらが取水口となり、「大井手幹線水路」を通じて多布施川に水が導かれるようになった。取水先変更によって上流から川砂の流入が無くなったため川の環境は大きく変化、川床に葦や藻が繁茂して泥の堆積が目立ち、貝やホタルが見られなくなった。
一方、佐賀市の水道事業では水源とする地下水の規制強化や需要増加により水不足が深刻となり、多布施川河畔の神野に浄水場を建設、1954年（昭和29年）多布施川からの取水を再開した。1965年（昭和40年）には取水権を7倍に拡大し施設を増強、1970年（昭和45年）までに地下水源を廃止して全量を多布施川の河川水源とした。その後、1993年（平成4年）からは筑後川を水源とする佐賀東部水道企業団からの分水を受けている
昭和47年度（1972年）から始まった佐賀市の事業により、護岸工事が行われ、河畔公園が整備された。植木橋から護国神社西側までの川に沿う市道には「多布施川通り」の愛称があるが、1985年（昭和60年）に市民への公募を通じ市が決定したものである。また上流部にも桜が植えられ、さが桜マラソンのコースになるなど、憩いの場となっている。
また一度は遊泳場が無くなったが、1983年（昭和58年）から護国神社の東側に夏期のみ水遊び場が開設されるようになった。地元自治会・子ども会・ライオンズクラブの共同運営で、事前にボランティアによる清掃活動を行い、7月中旬に「川開き」を行ってから8月中旬まで開放されている。

### 石井樋の復元
数十年にわたり機能せず土砂に埋もれつつあった石井樋は、江戸初期の土木事業としての歴史的価値が見直されたことで1993年（平成5年）から発掘調査が行われ、石積みの堰や水制を調査、記録にしかなかった荒籠の存在を確認するなどした。これを元に石積みを積み直し、または一部埋め戻すなどして保存の上、2005年（平成17年）までに復元され再び多布施川の取水口として使用されるようになった。
また2006年には「大井手堰（石井樋～多布施川）」として疏水百選に選定されている。

## 水源
石井樋にて嘉瀬川本流から分派した直後のすぐ下流で、嘉瀬川上流から川上頭首工を経て分派した「大井手幹線水路（上流部）」の五領分水工から灌漑用水の供給を受けている。
また、佐賀市内の川の水質を改善するための浄化用水として、状況により佐賀導水を通じて城原川や筑後川からの補給を受けている。

## 派川・水路
中小様々な川や水路に分派しており、佐賀市街の多くの水路（堀）の水源となっている。以下は派川と主な水路で、/の前は井樋（堰）の名前。合計21の井樋がある。
- 植木井樋 / 植木川[注 9]→鍋島町方面の各水路に分水[41]
- 城井樋 / 新村川（左岸）[注 10]→各水路に分水
  - 古小川→十間堀川に合流→佐賀江に合流
- 後毛井樋 / 新村川（右岸）[注 11]→各水路に分水[42]
- 御茶屋井樋 / 御茶屋川（御茶屋井樋水路） - もとは八戸川と呼び、神野の御茶屋に水を引くようになってから呼称が変わった[43]。地蔵川に合流→本庄江に合流
- 大井手分水工[37] / 天祐寺川 - 指定区間は2.0km[注 12][3]。西与賀町方面の各水路に分水し、末流が本庄江[注 13]に合流[9][10][28]。
  - 天祐寺川から分派 : 天祐寺分水工[37] / 大井手幹線水路 - もとは萵苣木川と呼んだ。本庄町、東与賀町方面の各水路に分水[45]
- 大覚寺井樋 / 大覚寺井樋水路[46]
- 善左衛門井樋 / 善左衛門井樋水路→古江湖川に合流[47]
- 中の小路井樋 / 中の小路井樋水路→十間堀川に合流→佐賀江に合流
- 辻の堂井樋 / 辻の堂井樋水路[注 14]→本庄町、東与賀町方面の各水路に分水[9]
- ポンポン井樋 / 松原川[注 15] - 裏十間川（裏十間堀）に合流→佐賀江に合流[10][注 16]
- （佐賀城の濠に分水）[9]
- （名称不明の複数の水路）→北川副町方面の各水路に分水[9]

## 周辺施設・イベント
- 栴檀橋 - 本川を跨ぐ神野公園の南東にある橋で、近くに栴檀の木がある。1924年（大正13年）造、日本最大級の石桁橋で、土木学会選奨土木遺産に認定されている。かつては自動車や神野公園行きの乗合バスも通行していたが、1979年（昭和54年）南側に新栴檀橋が建設された後は、保全のため歩行者専用となった[51]。
- 神野公園 - 本川から引く水を利用した庭園と遊園地を有する公園。（地図4）
- 多布施反射炉跡 - 佐賀市伊勢町の本線右岸に所在した幕末佐賀藩の大砲鋳造所の跡地で、幕府から受注した品川台場用大砲増産のために開設。砲身をくり抜くための水車動力に本川から引く水を利用した[52]。川沿いに記念碑がある。（地図7）
- 石井樋公園 - 河畔公園のうち石井樋付近の部分。石井碑や佐賀平野の治水・水利を解説する資料館「さが水ものがたり館」が所在[53]。
- さが桜マラソン - 桜並木がある本川河畔がコースの一部となっている[54]。